# Hokkaidō-Shinkansen
| |                      |                                      |                                      |
| Streckenlänge: | 148,8 km             |                                      |                                      |
| Spurweite: | 1435 mm (Normalspur) |                                      |                                      |
| Stromsystem: | 25 kV 50 Hz ~        |                                      |                                      |
| Streckengeschwindigkeit: | 260 km/h             |                                      |                                      |
| Zweigleisigkeit: | ganze Strecke        |                                      |                                      |
| |                      |                                      |                                      |
| Gesellschaft: | JR Hokkaido          |                                      |                                      |
| \| \| \| ↑ Tōhoku-Shinkansen \| \| \| \| 0,0 \| Shin-Aomori (新青森) \| Shin-Aomori (新青森) \| \| \| \| ↔ Ōu-Hauptlinie \| \| \| \| \| Shinjō-gawa \| \| \| \| \| Betriebswerk Aomori \| \| \| \| \| Amida-Tunnel (190 m) \| \| \| \| \| Tsugaru-Yomogida-Tunnel (6190 m) \| \| \| \| \| 1. Sotokuroyama-Tunnel (135 m) \| \| \| \| \| 2. Sotokuroyama-Tunnel (683 m) \| \| \| \| \| Tateshita-Tunnel (545 m) \| \| \| \| \| Tatesawa-Tunnel (590 m) \| \| \| \| \| ↑ Tsugaru-Linie \| \| \| \| \| \| \| \| \| \| ↓ Kaikyō-Linie \| \| \| \| \| Ōhira-Tunnel (1510 m) \| \| \| \| \| Tsugaru-Tunnel (5880 m) \| \| \| \| 38,5 \| Okutsugaru-Imabetsu (奥津軽いまべつ) \| Okutsugaru-Imabetsu (奥津軽いまべつ) \| \| \| \| Tsugaru-Futamata (津軽二股) \| \| \| \| \| ← Tsugaru-Linie \| \| \| \| \| Ōkawadai-Tunnel (1337 m) \| \| \| \| \| 1. Imabetsu-Tunnel (160 m) \| \| \| \| \| 2. Imabetsu-Tunnel (690 m) \| \| \| \| \| 1. Hamana-Tunnel (440 m) \| \| \| \| \| 2. Hamana-Tunnel (280 m) \| \| \| \| \| 3. Hamana-Tunnel (170 m) \| \| \| \| \| 4. Hamana-Tunnel (140 m) \| \| \| \| \| \| \| \| \| \| Seikan-Tunnel (53.850 m) \| \| \| \| \| Tsugaru-Straße \| \| \| \| \| \| \| \| \| \| 1. Yunosato-Tunnel (1167 m) \| \| \| \| \| Shiriuchi-gawa \| \| \| \| \| 2. Yunosato-Tunnel (1638 m) \| \| \| \| \| Omonai-gawa \| \| \| \| \| 1. Omouchi-Tunnel (813 m) \| \| \| \| \| 2. Omouchi-Tunnel (1218 m) \| \| \| \| \| Mirokoshi-gawa \| \| \| \| \| 1. Mirokoshi-Tunnel (1634 m) \| \| \| \| \| 2. Mirokoshi-Tunnel (166 m) \| \| \| \| \| 3. Mirokoshi-Tunnel (322 m) \| \| \| \| \| 4. Mirokoshi-Tunnel (405 m) \| \| \| \| \| Tateari-gawa \| \| \| \| \| ↑ Kaikyō-Linie \| \| \| \| \| Kikonai-gawa \| \| \| \| 113,3 \| Kikonai (木古内) \| Kikonai (木古内) \| \| \| \| ← Esashi-Linie \| \| \| \| \| Satsukari-Tunnel (1235 m) \| \| \| \| \| Kōren-Tunnel (1410 m) \| \| \| \| \| Izumisawa-Tunnel (1720 m) \| \| \| \| \| Oshimatōbetsu-Tunnel (8073 m) \| \| \| \| \| Shinmoheji-Tunnel (3355 m) \| \| \| \| \| Mantarō-Tunnel (530 m) \| \| \| \| \| Betriebswerk Hakodate \| \| \| \| \| ← Hakodate-Hauptlinie \| \| \| \| 148,8 \| Shin-Hakodate-Hokuto \| Shin-Hakodate-Hokuto \| \| \| \| (新函館北斗) \| \| \| \| \| Murayama-Tunnel (5265 m) \| \| \| \| \| Oshima-Tunnel (26.470 m) \| \| \| \| \| Futamata-Tunnel (1,5 km) \| \| \| \| \| Banjaku-Tunnel (4,6 km) \| \| \| \| \| Sairei-Tunnel (4,0 km) \| \| \| \| \| Nodatsui-Tunnel (8970 m) \| \| \| \| 203,0 \| Shin-Yakumo (新八雲) \| Shin-Yakumo (新八雲) \| \| \| \| Yūrappu-gawa \| \| \| \| \| Tateiwa-Tunnel (16.980 m) \| \| \| \| \| Horonai-Tunnel (0,5 km) \| \| \| \| \| Toyono-Tunnel (1,7 km) \| \| \| \| \| Kunnui-Tunnel (1,3 km) \| \| \| \| \| ← Hakodate-Hauptlinie \| \| \| \| 236,1 \| Oshamambe (長万部) \| Oshamambe (長万部) \| \| \| \| → Hakodate-Hauptlinie \| \| \| \| \| ← Muroran-Hauptlinie \| \| \| \| \| Uchiura-Tunnel (15.560 m) \| \| \| \| \| Konbu-Tunnel (10.410 m) \| \| \| \| \| Miyata-Tunnel (0,1 km) \| \| \| \| \| Niseko-Tunnel (2,3 km) \| \| \| \| \| Gishigishi-Tunnel (9.750 m) \| \| \| \| \| → Hakodate-Hauptlinie \| \| \| \| 290,2 \| Kutchan (倶知安) \| Kutchan (倶知安) \| \| \| \| → Hakodate-Hauptlinie \| \| \| \| \| Futatsumori-Tunnel (12.630 m) \| \| \| \| \| Shiribe-Tunnel (17.975 m) \| \| \| \| 328,2 \| Shin-Otaru (新小樽) \| Shin-Otaru (新小樽) \| \| \| \| Asari-Tunnel (4330 m) \| \| \| \| \| Teine-Tunnel (18.750 m) \| \| \| \| \| → Hakodate-Hauptlinie \| \| \| \| \| → Sasshō-Linie \| \| \| \| \| Sōen (桑園) \| \| \| \| 360,2 \| Sapporo (札幌) \| Sapporo (札幌) \| |                      |                                      |                                      |
| Strecke |                      | ↑ Tōhoku-Shinkansen                  | ↑ Tōhoku-Shinkansen                  |
| Strecke quer · Turmbahnhof geradeaus oben · Strecke quer | 0,0                  | Shin-Aomori (新青森)                 | Shin-Aomori (新青森)                 |
| Strecke |                      | ↔ Ōu-Hauptlinie                      | ↔ Ōu-Hauptlinie                      |
| Brücke über Wasserlauf |                      | Shinjō-gawa                          | Shinjō-gawa                          |
| Betriebs-/Güterbahnhof Streckenanfang und quer · Abzweig geradeaus und nach rechts |                      | Betriebswerk Aomori                  | Betriebswerk Aomori                  |
| Tunnel |                      | Amida-Tunnel (190 m)                 | Amida-Tunnel (190 m)                 |
| Tunnel |                      | Tsugaru-Yomogida-Tunnel (6190 m)     | Tsugaru-Yomogida-Tunnel (6190 m)     |
| Tunnel |                      | 1. Sotokuroyama-Tunnel (135 m)       | 1. Sotokuroyama-Tunnel (135 m)       |
| Tunnel |                      | 2. Sotokuroyama-Tunnel (683 m)       | 2. Sotokuroyama-Tunnel (683 m)       |
| Tunnel |                      | Tateshita-Tunnel (545 m)             | Tateshita-Tunnel (545 m)             |
| Tunnel |                      | Tatesawa-Tunnel (590 m)              | Tatesawa-Tunnel (590 m)              |
| Strecke · Strecke |                      | ↑ Tsugaru-Linie                      | ↑ Tsugaru-Linie                      |
| Abzweig geradeaus und nach links · Kreuzung geradeaus oben · Strecke von rechts |                      |                                      |                                      |
| |                      | ↓ Kaikyō-Linie                       |                                      |
| Tunnel |                      | Ōhira-Tunnel (1510 m)                | Ōhira-Tunnel (1510 m)                |
| Tunnel |                      | Tsugaru-Tunnel (5880 m)              | Tsugaru-Tunnel (5880 m)              |
| Bahnhof | 38,5                 | Okutsugaru-Imabetsu (奥津軽いまべつ) | Okutsugaru-Imabetsu (奥津軽いまべつ) |
| Strecke · Haltepunkt / Haltestelle |                      | Tsugaru-Futamata (津軽二股)          | Tsugaru-Futamata (津軽二股)          |
| Kreuzung geradeaus oben · Strecke nach rechts |                      | ← Tsugaru-Linie                      | ← Tsugaru-Linie                      |
| Tunnel |                      | Ōkawadai-Tunnel (1337 m)             | Ōkawadai-Tunnel (1337 m)             |
| Tunnel |                      | 1. Imabetsu-Tunnel (160 m)           | 1. Imabetsu-Tunnel (160 m)           |
| Tunnel |                      | 2. Imabetsu-Tunnel (690 m)           | 2. Imabetsu-Tunnel (690 m)           |
| Tunnel |                      | 1. Hamana-Tunnel (440 m)             | 1. Hamana-Tunnel (440 m)             |
| Tunnel |                      | 2. Hamana-Tunnel (280 m)             | 2. Hamana-Tunnel (280 m)             |
| Tunnel |                      | 3. Hamana-Tunnel (170 m)             | 3. Hamana-Tunnel (170 m)             |
| Tunnel |                      | 4. Hamana-Tunnel (140 m)             | 4. Hamana-Tunnel (140 m)             |
| Tunnelanfang |                      |                                      |                                      |
| Strecke (im Tunnel) |                      | Seikan-Tunnel (53.850 m)             | Seikan-Tunnel (53.850 m)             |
| Strecke unter Wasserlauf (im Tunnel) |                      | Tsugaru-Straße                       | Tsugaru-Straße                       |
| Tunnelende |                      |                                      |                                      |
| Tunnel |                      | 1. Yunosato-Tunnel (1167 m)          | 1. Yunosato-Tunnel (1167 m)          |
| Brücke über Wasserlauf |                      | Shiriuchi-gawa                       | Shiriuchi-gawa                       |
| Tunnel |                      | 2. Yunosato-Tunnel (1638 m)          | 2. Yunosato-Tunnel (1638 m)          |
| Brücke über Wasserlauf |                      | Omonai-gawa                          | Omonai-gawa                          |
| Tunnel |                      | 1. Omouchi-Tunnel (813 m)            | 1. Omouchi-Tunnel (813 m)            |
| Tunnel |                      | 2. Omouchi-Tunnel (1218 m)           | 2. Omouchi-Tunnel (1218 m)           |
| Brücke über Wasserlauf |                      | Mirokoshi-gawa                       | Mirokoshi-gawa                       |
| Tunnel |                      | 1. Mirokoshi-Tunnel (1634 m)         | 1. Mirokoshi-Tunnel (1634 m)         |
| Tunnel |                      | 2. Mirokoshi-Tunnel (166 m)          | 2. Mirokoshi-Tunnel (166 m)          |
| Tunnel |                      | 3. Mirokoshi-Tunnel (322 m)          | 3. Mirokoshi-Tunnel (322 m)          |
| Tunnel |                      | 4. Mirokoshi-Tunnel (405 m)          | 4. Mirokoshi-Tunnel (405 m)          |
| Brücke über Wasserlauf |                      | Tateari-gawa                         | Tateari-gawa                         |
| |                      | ↑ Kaikyō-Linie                       |                                      |
| Brücke über Wasserlauf · Brücke über Wasserlauf |                      | Kikonai-gawa                         | Kikonai-gawa                         |
| | 113,3                | Kikonai (木古内)                     | Kikonai (木古内)                     |
| Strecke nach rechts · Strecke |                      | ← Esashi-Linie                       | ← Esashi-Linie                       |
| Tunnel |                      | Satsukari-Tunnel (1235 m)            | Satsukari-Tunnel (1235 m)            |
| Tunnel |                      | Kōren-Tunnel (1410 m)                | Kōren-Tunnel (1410 m)                |
| Tunnel |                      | Izumisawa-Tunnel (1720 m)            | Izumisawa-Tunnel (1720 m)            |
| Tunnel |                      | Oshimatōbetsu-Tunnel (8073 m)        | Oshimatōbetsu-Tunnel (8073 m)        |
| Tunnel |                      | Shinmoheji-Tunnel (3355 m)           | Shinmoheji-Tunnel (3355 m)           |
| Tunnel |                      | Mantarō-Tunnel (530 m)               | Mantarō-Tunnel (530 m)               |
| Betriebs-/Güterbahnhof Streckenanfang und quer · Abzweig geradeaus und von rechts |                      | Betriebswerk Hakodate                | Betriebswerk Hakodate                |
| Strecke von rechts · Strecke |                      | ← Hakodate-Hauptlinie                | ← Hakodate-Hauptlinie                |
| | 148,8                | Shin-Hakodate-Hokuto                 | Shin-Hakodate-Hokuto                 |
| Strecke nach rechts · Strecke (außer Betrieb) |                      | (新函館北斗)                         | (新函館北斗)                         |
| Tunnel (Strecke außer Betrieb) |                      | Murayama-Tunnel (5265 m)             | Murayama-Tunnel (5265 m)             |
| Tunnel (Strecke außer Betrieb) |                      | Oshima-Tunnel (26.470 m)             | Oshima-Tunnel (26.470 m)             |
| Tunnel (Strecke außer Betrieb) |                      | Futamata-Tunnel (1,5 km)             | Futamata-Tunnel (1,5 km)             |
| Tunnel (Strecke außer Betrieb) |                      | Banjaku-Tunnel (4,6 km)              | Banjaku-Tunnel (4,6 km)              |
| Tunnel (Strecke außer Betrieb) |                      | Sairei-Tunnel (4,0 km)               | Sairei-Tunnel (4,0 km)               |
| Tunnel (Strecke außer Betrieb) |                      | Nodatsui-Tunnel (8970 m)             | Nodatsui-Tunnel (8970 m)             |
| Bahnhof (Strecke außer Betrieb) | 203,0                | Shin-Yakumo (新八雲)                 | Shin-Yakumo (新八雲)                 |
| Brücke über Wasserlauf (Strecke außer Betrieb) |                      | Yūrappu-gawa                         | Yūrappu-gawa                         |
| Tunnel (Strecke außer Betrieb) |                      | Tateiwa-Tunnel (16.980 m)            | Tateiwa-Tunnel (16.980 m)            |
| Tunnel (Strecke außer Betrieb) |                      | Horonai-Tunnel (0,5 km)              | Horonai-Tunnel (0,5 km)              |
| Tunnel (Strecke außer Betrieb) |                      | Toyono-Tunnel (1,7 km)               | Toyono-Tunnel (1,7 km)               |
| Tunnel (Strecke außer Betrieb) |                      | Kunnui-Tunnel (1,3 km)               | Kunnui-Tunnel (1,3 km)               |
| Strecke von rechts · Strecke (außer Betrieb) |                      | ← Hakodate-Hauptlinie                | ← Hakodate-Hauptlinie                |
| | 236,1                | Oshamambe (長万部)                   | Oshamambe (長万部)                   |
| Abzweig geradeaus und nach links · Kreuzung geradeaus oben (Strecke geradeaus außer Betrieb) · Strecke nach halblinks und von rechts |                      | → Hakodate-Hauptlinie                | → Hakodate-Hauptlinie                |
| Strecke nach rechts · Strecke (außer Betrieb) |                      | ← Muroran-Hauptlinie                 | ← Muroran-Hauptlinie                 |
| Tunnel (Strecke außer Betrieb) |                      | Uchiura-Tunnel (15.560 m)            | Uchiura-Tunnel (15.560 m)            |
| Tunnel (Strecke außer Betrieb) |                      | Konbu-Tunnel (10.410 m)              | Konbu-Tunnel (10.410 m)              |
| Tunnel (Strecke außer Betrieb) |                      | Miyata-Tunnel (0,1 km)               | Miyata-Tunnel (0,1 km)               |
| Tunnel (Strecke außer Betrieb) |                      | Niseko-Tunnel (2,3 km)               | Niseko-Tunnel (2,3 km)               |
| Tunnel (Strecke außer Betrieb) |                      | Gishigishi-Tunnel (9.750 m)          | Gishigishi-Tunnel (9.750 m)          |
| Strecke von links · Kreuzung geradeaus oben (Strecke geradeaus außer Betrieb) · Strecke nach rechts und von halblinks |                      | → Hakodate-Hauptlinie                | → Hakodate-Hauptlinie                |
| | 290,2                | Kutchan (倶知安)                     | Kutchan (倶知安)                     |
| Strecke nach links · Kreuzung geradeaus oben (Strecke geradeaus außer Betrieb) · Strecke nach halblinks und von rechts |                      | → Hakodate-Hauptlinie                | → Hakodate-Hauptlinie                |
| Tunnel (Strecke außer Betrieb) |                      | Futatsumori-Tunnel (12.630 m)        | Futatsumori-Tunnel (12.630 m)        |
| Tunnel (Strecke außer Betrieb) |                      | Shiribe-Tunnel (17.975 m)            | Shiribe-Tunnel (17.975 m)            |
| Bahnhof (Strecke außer Betrieb) | 328,2                | Shin-Otaru (新小樽)                  | Shin-Otaru (新小樽)                  |
| Tunnel (Strecke außer Betrieb) |                      | Asari-Tunnel (4330 m)                | Asari-Tunnel (4330 m)                |
| Tunnel (Strecke außer Betrieb) |                      | Teine-Tunnel (18.750 m)              | Teine-Tunnel (18.750 m)              |
| Strecke (außer Betrieb) · Strecke von halblinks |                      | → Hakodate-Hauptlinie                | → Hakodate-Hauptlinie                |
| Strecke (außer Betrieb) · Abzweig geradeaus und von links |                      | → Sasshō-Linie                       | → Sasshō-Linie                       |
| Strecke (außer Betrieb) · Bahnhof |                      | Sōen (桑園)                          | Sōen (桑園)                          |
| | 360,2                | Sapporo (札幌)                       | Sapporo (札幌)                       |

Die Hokkaidō-Shinkansen (jap. 北海道新幹線) ist eine teilweise in Betrieb befindliche Hochgeschwindigkeitsstrecke in Japan. Sie ist 148,8 km lang und verbindet zurzeit Aomori im Norden der Hauptinsel Honshū mit Hakodate im Süden der Insel Hokkaidō. Die Linie wird von der Bahngesellschaft Hokkaido Railway Company (JR Hokkaido) betrieben. Der erste Bauabschnitt zwischen den Bahnhöfen Shin-Aomori und Shin-Hakodate-Hokuto wurde am 26. März 2016 eröffnet. Die normalspurigen Hochgeschwindigkeitszüge befahren den bereits 1988 in Betrieb genommenen Seikan-Tunnel unter der Tsugaru-Straße, der mit Dreischienengleisen ausgestattet ist. Zurzeit im Bau ist der zweite Abschnitt zwischen Hakodate und Sapporo, der 211,3 km lang sein wird und Ende 2039 eröffnet werden soll.

## Geschichte
Erste geologische Untersuchungen zur Untertunnelung der Tsugaru-Straße begannen im April 1946. Der Untergang des Fährschiffs Tōya Maru im September 1954 führte zur Intensivierung der Planungen. Die Bauarbeiten begannen im Mai 1964, zogen sich aber über zwei Jahrzehnte lang hin. Der Beschluss zum Bau der Hokkaidō-Shinkansen geht auf das im Mai 1970 vom japanischen Parlament verabschiedete Gesetz zur Entwicklung des nationalen Shinkansen-Netzes (全国新幹線鉄道整備法, Zenkoku shinkansen tetsudō seibihō, engl. Nationwide Shinkansen Railway Development Act) zurück. Mit dem Bau weiterer Hochgeschwindigkeitsstrecken sollte an den großen Erfolg der Tōkaidō-Shinkansen angeknüpft werden. Der Entwicklungsplan für die Hokkaidō-Shinkansen wurde zwar im November 1973 genehmigt, doch führten der starke Yen und die Ölkrise dazu, dass keine Mittel für das Projekt zur Verfügung standen.
1982 wurden angesichts der desaströsen Haushaltslage der Japanischen Staatsbahn alle Shinkansen-Neubauprojekte auf Eis gelegt. Im August 1988 beschloss die Regierung, vorerst nur den ersten Bauabschnitt der Hokuriku-Shinkansen weiter voranzutreiben. Von den Planungsänderungen war auch der am 13. März 1988 eröffnete Seikan-Tunnel betroffen, der nicht wie vorgesehen von Anfang an von Shinkansen-Zügen befahren werden konnte; an das übrige Schienennetz angebunden war er zunächst nur durch die kapspurige Kaikyō-Linie. Die Regierung kündigte im Februar 1994 an, dass die Planungen der Hokkaidō-Shinkansen wieder aufgenommen werden sollten. Vier Jahre später begannen umfangreiche Untersuchungen zu möglichen Streckenführungen und Haltepunkten.
Die Ergebnisse der Umweltverträglichkeitsprüfung lagen im Januar 2002 vor. Schließlich begannen im April 2005 die Bauarbeiten an der ersten Etappe von Shin-Aomori nach Shin-Hakodate-Hokuto. Auf einer Länge von 82 km teilen sich die Kaikyō-Linie und die Hokkaidō-Shinkansen zwischen Naka-Oguni und Kikonai dasselbe Gleisbett. Dieser Abschnitt war bereits 1985 gemäß den Shinkansen-Anforderungen fertiggestellt worden und erhielt nun Dreischienengleise. Die übrigen 67 km mussten vollständig neu errichtet werden. Bedeutendstes Einzelbauwerk war der 6190 m lange Tsugaru-Yomogida-Tunnel, der weitgehend durch losen Sandstein führt; dessen Durchstich erfolgte im Oktober 2012 nach viereinhalbjähriger Bauzeit.
Testfahrten begannen im Dezember 2014, zunächst am nördlichen Streckenende, und wurden schrittweise in Richtung Süden ausgedehnt. Die offizielle Eröffnung erfolgte am 26. März 2016.

## Betrieb
Zwei Zugtypen verkehren auf der Hokkaidō-Shinkansen: Hayabusa-Züge mit wenigen Halten und häufiger haltende Hayate-Züge.
Der ab 26. März 2016 gültige Fahrplan sieht folgende Zugläufe vor: Zehn Hayabusa-Zugpaare täglich von Tokio nach Shin-Hakodate-Hokuto, ein Hayabusa-Zugpaar täglich von Sendai nach Shin-Hakodate-Hokuto; je ein Hayate-Zugpaar täglich verkehrt von Morioka nach Shin-Hakodate-Hokuto sowie von Shin-Aomori nach Shin-Hakodate-Hokuto.
| Zugtyp   | Anzahl      | T | U | O | … | S | F | KK | I | ME | K | SH | M | IN | N | H | ST | SA | OI | Ki | SHH |
| -------- | ----------- | - | - | - | - | - | - | -- | - | -- | - | -- | - | -- | - | - | -- | -- | -- | -- | --- |
| Hayabusa | 10 Zugpaare | ● | △ | ● | - | ● | - | -  | - | -  | - | -  | ● | △  | △ | △ | △  | ●  | △  | △  | ●   |
| Hayabusa | 1 Zugpaar   |   |   |   |   | ● | ● | ●  | ● | ●  | ● | ●  | ● | ●  | ● | ● | ●  | ●  | -  | -  | ●   |
| Hayate   | 1 Zugpaar   |   |   |   |   |   |   |    |   |    |   |    | ● | -  | ● | ● | ●  | ●  | ●  | ●  | ●   |
| Hayate   | 1 Zugpaar   |   |   |   |   |   |   |    |   |    |   |    |   |    |   |   |    | ●  | ●  | ●  | ●   |

T=Tokio / U=Ueno / O=Ōmiya / S=Sendai / F=Furukawa / KK=Kurikoma-Kōgen / I=Ichinoseki / ME=Mizusawa-Esashi / K=Kitakami / SH=Shin-Hanamiki / M=Morioka / IN=Iwate-Numakunai / N=Ninohe / H=Hachinohe / ST=Shichinohe-Towada / SA=Shin-Aomori / OI=Okutsugaru-Imabetsu / Ki=Kikonai / SHH=Shin-Hakodate-Hokuto

● alle Züge halten    △ nur einige Züge halten    － kein Halt
Die Höchstgeschwindigkeit auf dem rund 82 km langen Abschnitt mit Dreischienengleisen (darunter dem Seikan-Tunnel) beträgt zurzeit 140 km/h. Täglich verkehren rund 50 Güterzüge auf diesem Teilstück, weshalb es nicht sinnvoll wäre, sie nur während der nächtlichen Shinkansen-Betriebspause verkehren zu lassen. Aus diesem Grund und auch wegen wetterbedingter Faktoren (starke Winde und Schneefall) beträgt die schnellste Fahrzeit zwischen Tokio und Shin-Hakodate aktuell 4 Stunden und 2 Minuten, ab Shin-Aomori sind es 61 Minuten.

## Strecke

### Shin-Aomori – Okutsugaru-Imabetsu (Honshū)
Nördlich von Shin-Aomori wurde die Hokkaidō-Shinkansen auf einer Länge von 29 km als eigenständige Trasse errichtet. Anschließend verläuft sie auf einer gemeinsamen Trasse mit der Tsugaru-Linie und der Kaikyō-Linie. Die Tsugaru-Linie wird auch nach Eröffnung der Hokkaidō-Shinkansen weiterbetrieben. Da diese im Gegensatz zum Shinkansen-Netz 1.067-mm-Kapspurweite aufweist, wurde die gemeinsame Trasse als Dreischienengleis errichtet.

### Oku-Tsugaru Imabetsu – Kikonai (Seikan-Tunnel)

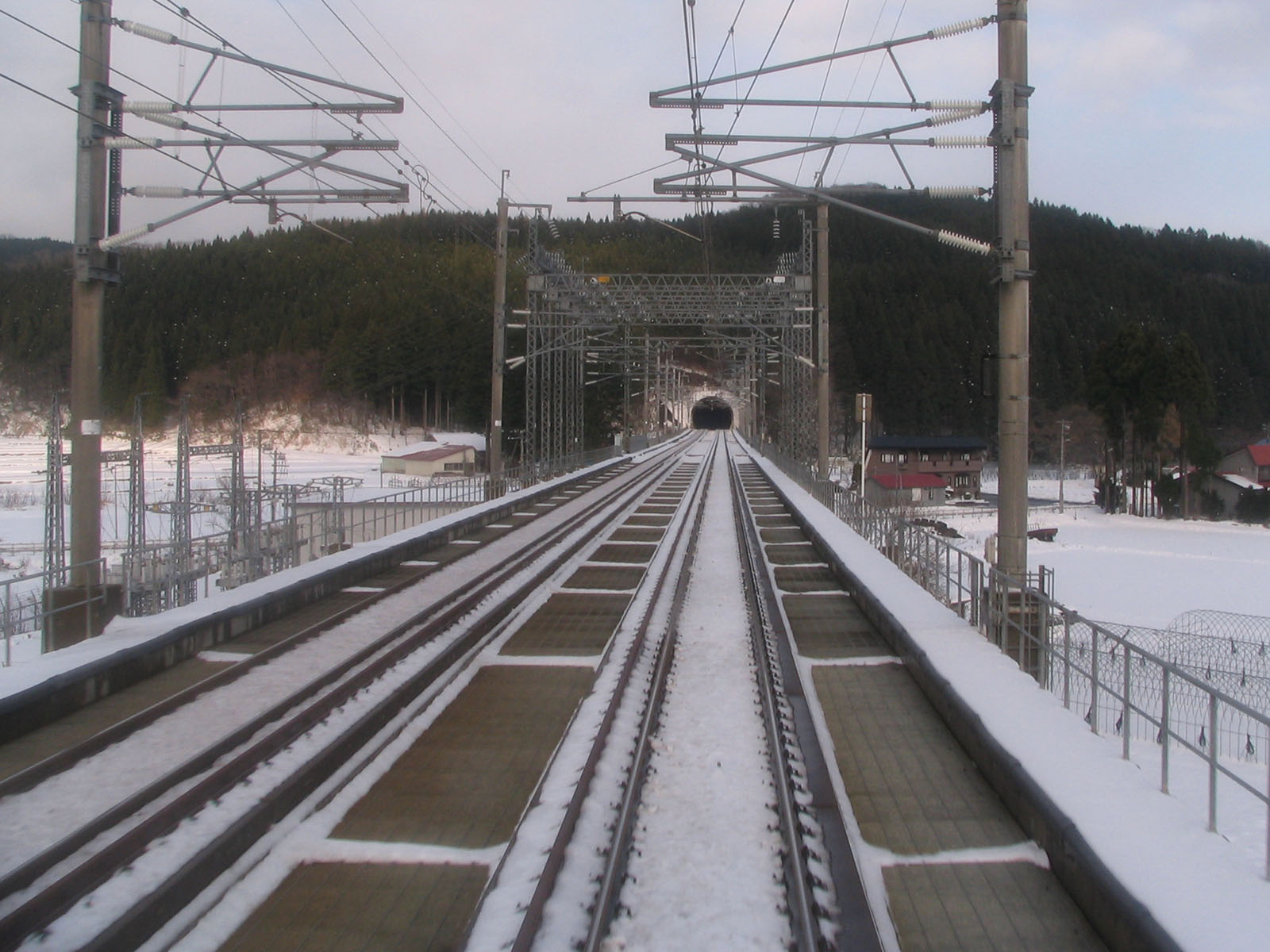
Einfahrt zum Seikan-Tunnel, bereits mit Dreischienengleis und doppelten Fahrleitungen ausgerüstet (2007)

Im Streckenabschnitt zwischen den Bahnhöfen Okutsugaru-Imabetsu und Kikonai wurde ebenfalls ein Dreischienengleis nachgerüstet, da durch den Seikan-Tunnel auch weiterhin kapspurige Nachtzüge und Güterzüge gemeinsam mit den Shinkansen-Zügen verkehren. Hierbei stellt insbesondere die Stromversorgung eine Herausforderung dar, da diese von den Zügen der Shinkansen und des konventionellen Netzes gemeinsam benutzt werden muss. Dazu musste die Oberleitung modifiziert und die Betriebsspannung von 20 auf 25 kV erhöht werden.
In Vorbereitung auf die hohen Belastungen nach Inbetriebnahme der Shinkansen wurde der im Jahr 1985 eröffnete Seikan-Tunnel ab 2008 umfangreichen Untersuchungen und Renovierungen unterzogen. Aufgrund der sehr hohen Luftfeuchtigkeit und des hohen Salzgehaltes der Luft hatte das Tunnelbauwerk bereits einige stärkere Abnutzungserscheinungen aufgewiesen. Beim Bau des Seikan-Tunnels waren die Anforderungen des Shinkansen-Netzes bereits berücksichtigt worden. So hatte man die maximale Steigung von 20 auf 12 Promille reduziert, damit keine Geschwindigkeitsbeschränkungen erfolgen würden. Auch das Lichtraumprofil und die Gleislagen waren für den späteren Bau der Hokkaidō-Shinkansen ausgelegt worden. Das Dreischienengleis endet kurz vor Kikonai.

### Kikonai – Shin-Hakodate-Hokuto (Hokkaidō)
Zwischen Kikonai und Shin-Hakodate Hokuto wird die Hokkaidō-Shinkansen nach Shinkansen-Standard, also auf vollständig eigener Trasse und überwiegend aufgeständert geführt. In diesem Abschnitt gibt es sechs Tunnel. Der zwischenzeitliche Endbahnhof Shin-Hakodate-Hokuto befindet sich rund 18 km vom Stadtzentrum von Hakodate entfernt; dort müssen Fahrgäste in die Innenstadt und in Richtung Sapporo auf Züge der Hakodate-Hauptlinie umsteigen.
In Hakodate entstand auf einer Fläche von 360.000 m² das Betriebswerk der Hokkaidō-Shinkansen.

## Weitere Planungen
Ernsthaften Nutzen für den Verkehr dürfte die Hokkaidō-Shinkansen erst bringen, wenn Sapporo, die Hauptstadt von Hokkaidō, angebunden wird. Die japanische Regierung billigte den Bau des zweiten Teilstücks im Juli 2012. Ursprünglich sollte die Bauzeit von den üblichen 10 auf 24 Jahre gestreckt werden, um die Haushaltsbelastung zu reduzieren. Dies hätte die Inbetriebnahme des Abschnitts zwischen Shin-Hakodate und Sapporo erst auf das Jahr 2035 zur Folge gehabt. Im Januar 2015 kündigte das zweite Abe-Kabinett an, den Bau zu beschleunigen; die Eröffnung soll bis zum Ende des Fiskaljahres 2030 (März 2031) erfolgen. Im Mai 2024 berichtete die JRTT an das MLIT, dass es sehr schwierig sein werde, diesen Termin einzuhalten und deshalb mit Verzögerungen gerechnet werden müsse. Im Frühjahr 2025 wurde bekanntgegeben, dass sich die Eröffnung um weitere acht Jahre auf das Fiskaljahr 2038 (Frühjahr 2039) verzögern werde.

## Bahnhöfe
| Name                                 | km         | Anschlusslinien                                                 | Lage       | Ort        |            |
| in Betrieb                           | in Betrieb | in Betrieb                                                      | in Betrieb | in Betrieb | in Betrieb |
| ------------------------------------ | ---------- | --------------------------------------------------------------- | ---------- | ---------- | ---------- |
| Shin-Aomori (新青森)                 | 000,0      | Ōu-Hauptlinie, Tōhoku-Shinkansen                                | Koord.     | Aomori     |            |
| Okutsugaru-Imabetsu (奥津軽いまべつ) | 038,5      | Tsugaru-Linie (Tsugaru-Futamata) Kaikyō-Linie                   | Koord.     | Imabetsu   |            |
| Seikan-Tunnel                        |            |                                                                 |            |            |            |
| Kikonai (木古内)                     | 113,3      | Esashi-Linie, Kaikyō-Linie                                      | Koord.     | Kikonai    |            |
| Shin-Hakodate-Hokuto (新函館北斗)    | 148,9      | Hakodate-Hauptlinie                                             | Koord.     | Hokuto     |            |
| im Bau, Eröffnung bis 2031 geplant   |            |                                                                 |            |            |            |
| Shin-Yakumo (新八雲)                 | 203,0      |                                                                 | Koord.     | Yakumo     |            |
| Oshamambe (長万部)                   | 236,1      | Hakodate-Hauptlinie, Muroran-Hauptlinie                         | Koord.     | Oshamambe  |            |
| Kutchan (倶知安)                     | 290,2      | Hakodate-Hauptlinie                                             | Koord.     | Kutchan    |            |
| Shin-Otaru (新小樽)                  | 328,2      |                                                                 | Koord.     | Otaru      |            |
| Sapporo (札幌)                       | 360,2      | Chitose-Linie, Hakodate-Hauptlinie Sasshō-Linie, U-Bahn Sapporo | Koord.     | Sapporo    |            |

## Rollmaterial

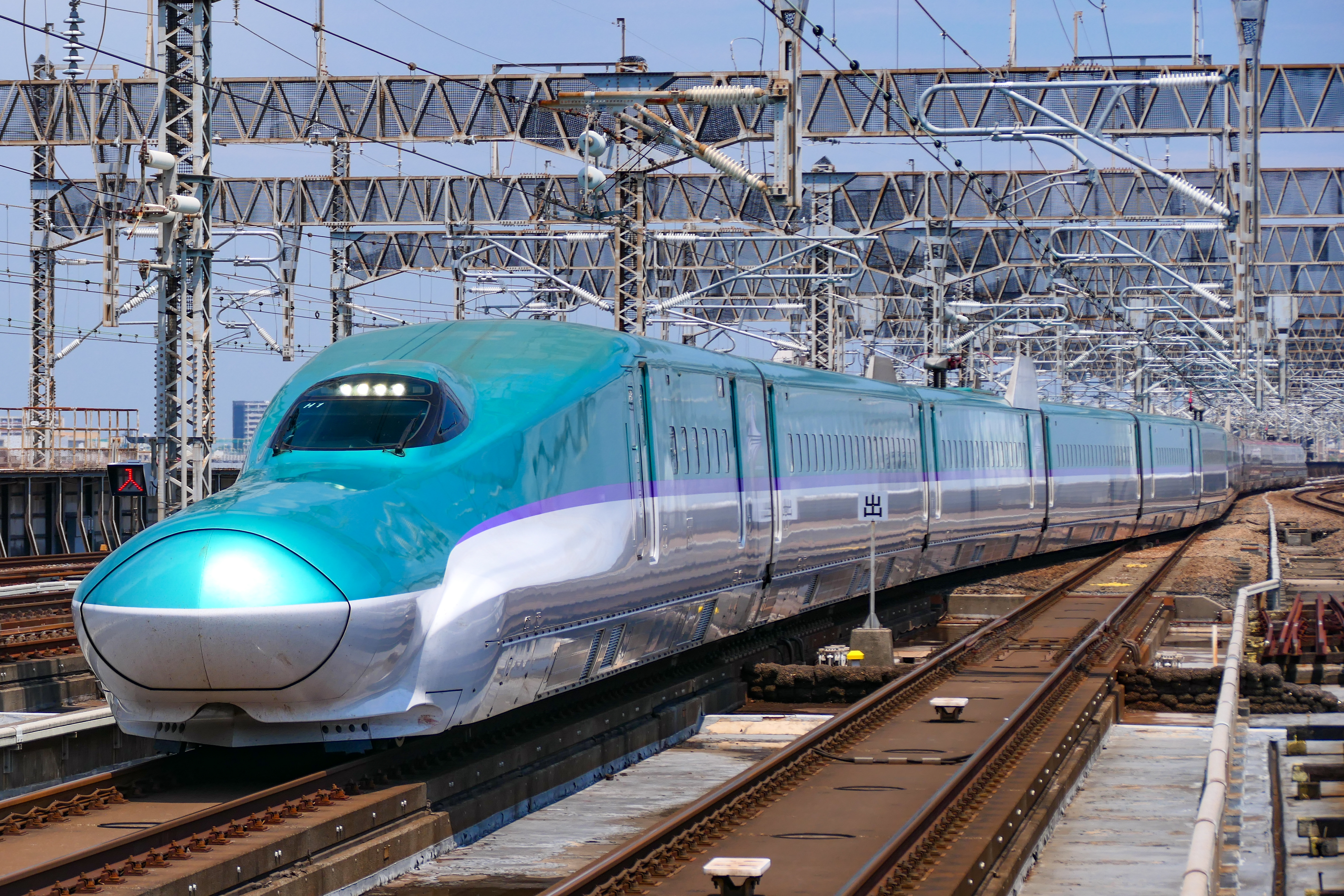
Zug der Shinkansen-Baureihe H5

Alle Züge auf der Hokkaidō-Shinkansen bestehen aus Zehn-Wagen-Einheiten der Baureihe E5 von JR East oder der Baureihe H5 von JR Hokkaido. Der erste in Kōbe gefertigte Zug traf am 14. Oktober 2014 per Frachtschiff im Hafen von Hakodate ein und wurde mittels Tieflader zum Betriebswerk transportiert. Die Anlieferung der verbleibenden zwei Einheiten erfolgte 2015.
Die Fahrzeuge erhielten den üblichen grün-weißen Anstrich, mit einem violetten Streifen in der Mitte. Das Violett repräsentiert typische Blumen von Hokkaidō: Flieder, Lupinen und Lavendel. Wagen der zweiten Klasse sind mit Holztäfelungen und Teppichen mit Schneeflocken-Motiven verziert. Die erste Klasse besitzt cremefarbene Wände mit stilisierten Darstellungen der Milchwirtschaft sowie Teppiche mit Treibeis-Motiven. In der „Gran Class“ herrschen dunkelblaue Teppiche vor, die Seen entlang der Strecke nachempfunden sind.